# Tmesisternus japeni
Tmesisternus japeni là một loài bọ cánh cứng trong họ Cerambycidae.